# Stazione di Viseu
La stazione di Viseu (in portoghese Estação de Viseu) è la stazione ferroviaria di Viseu, capolinea delle dismesse ferrovie del Dão e del Vouga, in Portogallo.